# Pierre Lataillade
Pierre Lataillade (ur. 27 kwietnia 1933 w Arcachon, zm. 7 listopada 2020 w Gujan-Mestras) – francuski polityk i samorządowiec, parlamentarzysta krajowy, poseł do Parlamentu Europejskiego II, III i IV kadencji.

## Życiorys
Z wykształcenia nauczyciel szkół średnich, kształcił się w Instytucie Nauk Politycznych w Bordeaux. Politycznie związany z gaullistowskim Zgromadzeniem na rzecz Republiki. Pełnił funkcję zastępcy mera Arcachon, był też radnym departamentu Żyronda. Od 1985 do 2001 zajmował stanowisko mera swojej rodzinnej miejscowości.
Od 1978 do 1981 sprawował mandat deputowanego do Zgromadzenia Narodowego VI kadencji. W 1987 objął wakujący mandat eurodeputowanego, w 1989 z powodzeniem ubiegał się o reelekcję na kolejną kadencję. W 1994 nie został ponownie wybrany, wszedł jednak w skład PE IV kadencji w 1997 w miejsce Christiana Jacoba. W Europarlamencie był m.in. przewodniczącym Podkomisji ds. Rybołówstwa.